# Pierre Rielle de Schauenbourg
Pierre Rielle de Schauenbourg est un homme politique français né le 18 mars 1793 à Sarrelouis (Allemagne) et décédé le 28 juin 1878 à Hochfelden (Bas-Rhin).

## Biographie
Pierre Rielle de Schauenbourg est le « fils de citoyen Balthazar Schauenbourg, lieutenant général, chef d'état-major des armées de la République, domicilié à Sarrelouis, et de la citoyenne Sophie Ichtersheim ». Il est le frère de Maximilien Joseph Schauenburg, de François Joseph de Schauenburg (mort en 1807)
Entré dans l'armée à la fin du Premier Empire, il fait la campagne de France. Il est mis en disponibilité à la Restauration et s'occupe alors d'études scientifiques. Il devient membre de la société des sciences de Strasbourg. 
Il reprend du service avec l'avènement de Louis-Philippe Ier comme capitaine d'état-major au dépôt de la guerre. Conseiller général, il est député du Bas-Rhin de 1834 à 1846, siégeant dans la majorité, mais montrant une certaine indépendance. 
Il est nommé pair de France le 4 juillet 1846 et membre de la Chambre des pairs. La révolution française de 1848 le ramène à la vie civile. Le 7 décembre 1848, il est mis à la retraite comme chef d'escadron d'état-major.

## Distinction
- Officier de la Légion d'honneur, en 1847[1]

## Sources
- « Pierre Rielle de Schauenbourg », dans Adolphe Robert et Gaston Cougny, Dictionnaire des parlementaires français, Edgar Bourloton, 1889-1891 [détail de l’édition]